# Sad Hafiz Szihata
Sad Hafiz Szihata (ar. سعد حافظ شحاتة; ur. 25 kwietnia 1927) – egipski zapaśnik walczący w obu stylach. Dwukrotny olimpijczyk. Piąty  w Londynie 1948 i odpadł w eliminacjach Helsinkach 1952. Startował w kategorii 57 kg w stylu wolnym.
Brązowy medalista mistrzostw Europy w 1949. Wicemistrz igrzysk śródziemnomorskich w 1951.
- Turniej w Londynie 1948

Pokonał Kubańczyka Fabio Santamarię i przegrał ze Francuzem Charlesem Kouyosem i Brytyjczykiem Rayem Cazaux.
- Turniej w Helsinkach 1952

Zwyciężył zawodnika Gwatemali Oswaldo Johnstona i przegrał z Duńczykiem Eigilem Johansenem i Irańczykiem Mohamedem Yaghoubim.